# Рурська Червона армія

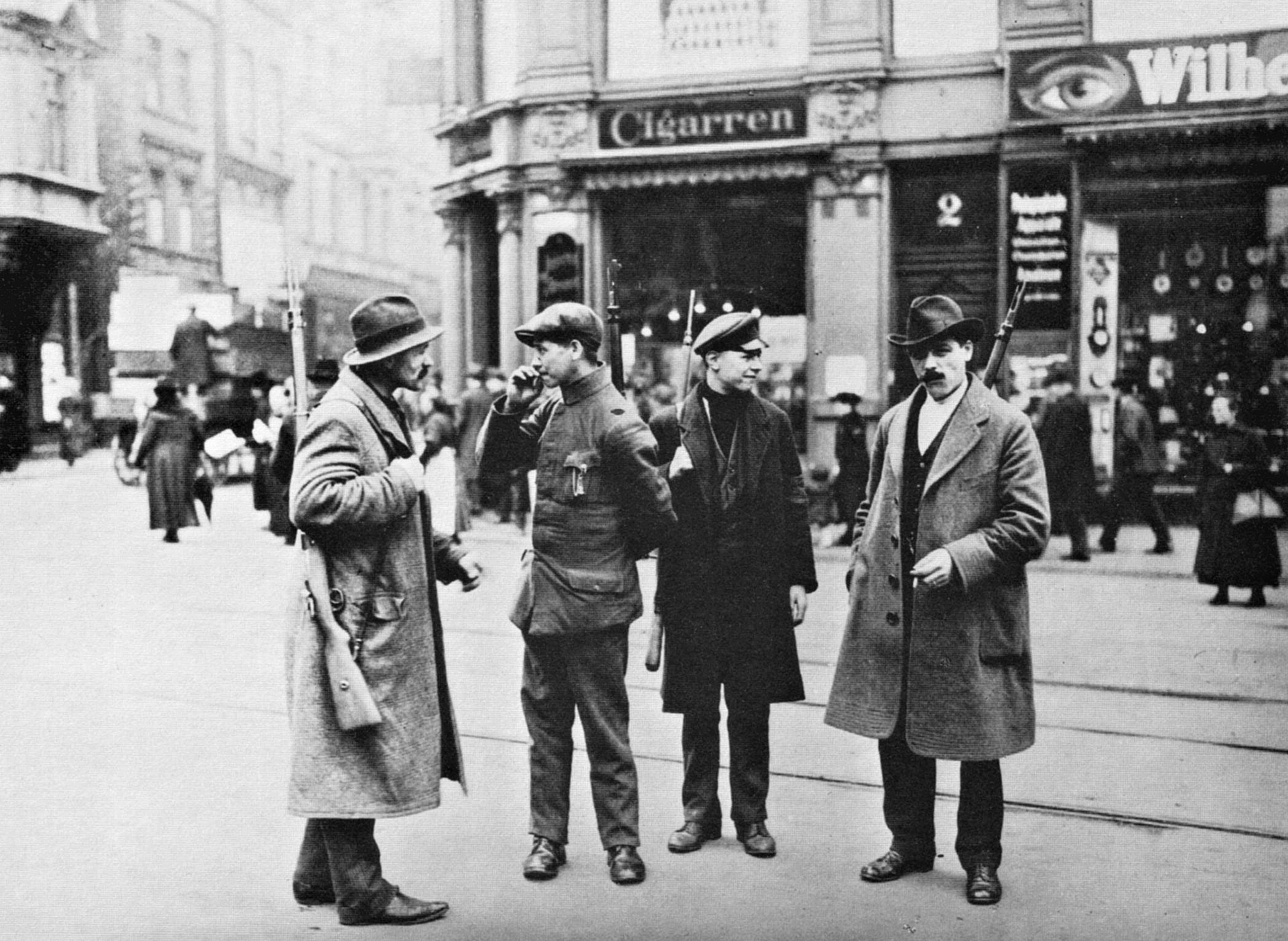
Червоноармійці. Рурська область, Дортмунд, 1920

Рурська Червона армія (нім. Rote Ruhrarmee) — збройні підрозділи німецьких червоногвардійців, солдатів, комуністів, лівих соціал-демократів Рурського регіону і анархо-синдикалістів із Союзу вільних робітників Німеччини на початку 1920-х років.
Армія мала загальну чисельність до 50.000 бійців. Брала участь у придушенні Каппського заколоту і піднятті Рурського повстання в березні 1920 року.